# Road Movie (película)
Road Movie (hangul: 로드무비)  es una película  surcoreana de 2002.

## Sinopsis
Un peculiar triángulo amoroso entre una mujer, Dae-shik (Hwang Jung-min), Suk-won (Jung Chan) el hombre que la ama, y un hombre gay, Il-joo (Seo Lin ), que lo ama a él. Viviendo al margen de la sociedad deciden realizar un viaje por carretera juntos.

## Reparto
- Hwang Jung-min ... Dae-shik
- Jung Chan ... Suk-won
- Seo Lin ... Il-joo
- Jung Hyung-gi ... Min-seok
- Bang Eun-jin ... Jung-En
- Kim Gi-cheon ... Jo-si